# 比斯特里察-訥瑟烏德縣
比斯特里察-訥瑟烏德縣是羅馬尼亞西北部的一個縣。面積5,355平方公里，人口277,861（2011年），绝大多数居民信奉东正教。首府比斯特里察。
下設1市、3镇、56鄉。
47°08′20″N 24°30′01″E / 47.1389°N 24.5003°E